# Richard Parke
Richard Averell Parke (ur. 13 grudnia 1893 w Staten Island, zm. 23 sierpnia 1950 w Samedan) – amerykański bobsleista. W 1928 roku zdobył złoty medal na zimowych igrzyskach olimpijskich w Sankt Moritz.